# Kornelia Wehlan
Kornelia Wehlan (* 19. März 1961 in Luckenwalde) ist eine deutsche Politikerin (Die Linke). Sie war von 1999 bis 2013 Abgeordnete im  Landtag Brandenburg und ist seit 2013 Landrätin des Landkreises Teltow-Fläming.

## Leben
Wehlan absolvierte von 1977 bis 1979 die Berufsausbildung zur Agrotechnikerin/Mechanisatorin an der Betriebsberufsschule Petkus und studierte anschließend bis 1982 Pflanzenproduktion an der Agraringenieurschule Cottbus. Schließlich arbeitete sie bis 1986 in der LPG Hennickendorf als Abteilungsleiterin für Freilandgemüse.
Sie besuchte von 1986 bis 1987 die Bezirksparteischule Potsdam und war von 1987 bis zum Sturz der SED 1989 Mitarbeiterin der SED-Kreisleitung Luckenwalde. Daran anschließend arbeitete sie von 1990 bis 1991 als Mitarbeiterin beim PDS-Kreisvorstand Luckenwalde. Ab 1992 war sie zwei Jahre als Mitarbeiterin eines Bildungsvereins tätig und fungierte schließlich ab 1994 als Wahlkreismitarbeiterin eines Landtagsabgeordneten. Diese Tätigkeit endete 1999.
Kornelia Wehlan ist verheiratet und hat zwei Kinder.

## Politik
Wehlan war ab 1979 Mitglied der SED, ab 1990 Mitglied der PDS und anschließend der Partei Die Linke.
Seit 1990 gehörte sie bis in das Jahr 2013 der Stadtverordnetenversammlung Luckenwalde an und war ebenfalls von 1998 bis 2013 Mitglied des Kreistages Teltow-Fläming, dort als Vorsitzende der Fraktion DIE LINKE.
Im September 1999 konnte sie über die Landesliste ihrer Partei erstmals in den Brandenburger Landtag einziehen. Bei der Landtagswahl 2004 wurde sie im Wahlkreis Teltow-Fläming II direkt in den Landtag der 4. Wahlperiode gewählt. Sie fungierte als Sprecherin für Agrarpolitik und ländliche Entwicklung  ihrer Fraktion. Zudem war sie Mitglied im Ausschuss für ländliche Entwicklung, Umwelt und Verbraucherschutz und im Ausschuss für Europaangelegenheiten und Entwicklungspolitik.
Bei der Landtagswahl 2009 errang sie erneut das Direktmandat in ihrem Wahlkreis und bekleidete in der 5. Wahlperiode des Landtages in der Landtagsfraktion der Linkspartei den Posten der Sprecherin für Verkehrspolitik, Regionalplanung und Raumordnung. Ferner war sie stellvertretende Fraktionsvorsitzende und arbeitete im Landtag Brandenburg im Hauptausschuss und im Ausschuss für Infrastruktur und Landwirtschaft, dessen Vorsitz sie führte.
Bei der Wahl zum Landrat im Landkreis Teltow-Fläming am 24. März 2013 erhielt sie mit 36,7 % die meisten Stimmen. Doch da sie weder das Quorum von 15 % aller Wahlberechtigten noch die absolute Mehrheit im ersten Wahlgang erreichte, fand am 14. April 2013 eine Stichwahl mit dem zweitplatzierten Bewerber Frank Gerhard (SPD) statt. Hier erhielt sie zwar mit 66,2 % wieder eine deutliche Mehrheit, doch da sie das Quorum um 541 Stimmen erneut verfehlte, musste der Kreistag den neuen Landrat bestimmen. Dabei setzte sie sich am 9. September 2013 überraschend mit 27 zu 25 Stimmen gegen den zuvor als Favorit gehandelten Senftenberger Bürgermeister Andreas Fredrich (SPD) durch. Mit der Übergabe der Ernennungsurkunde in das Wahlbeamtenverhältnis und der Vereidigung vor dem Kreistag Teltow-Fläming am 14. bzw. 21. Oktober 2013 steht Kornelia Wehlan als erste Frau an der Verwaltungsspitze einen Landkreises in Brandenburg. Als Landrätin hat Kornelia Wehlan auf ihre Mandate im Landtag Brandenburg, im Kreistag Teltow-Fläming und der Stadtverordnetenversammlung Luckenwalde verzichtet. Ebenso legte sie den Vorsitz des Kreisverbandes Teltow-Fläming der Partei DIE LINKE nieder.
Sie war Mitglied der 17. Bundesversammlung.